# Толковая палея
Толковая палея («Палея толковая яже на иудея»; в некоторых работах — первая редакция палеи; греч. παλαιός — древний, ветхий; название происходит от греч. именования Ветхого Завета — παλαιὰ Διαθήϰη) — памятник, содержащий пересказ Ветхого Завета с полемическими антииудейскими толкованиями, а также с большим количеством дополнений и комментариев, включая обширный апокрифический материал. Толковая палея содержит пространные богословские рассуждения, раскрывающие символическое значение ветхозаветных событий в качестве прообраза событий новозаветных; здесь же читаются полемические увещевания «жидовина». Местами библейская история прерывается «естественнонаучными» рассуждениями. Библейские события описываются от сотворения мира до времён царя Соломона.

## Текстология
Известно более 15 списков Толковой палеи. Старшие из них — XIV — начала XV веков. Рукопись из фондов Российской национальной библиотеки является наиболее ранним иллюстрированным списком памятника.
Своего рода продолжением «Толковой палеи», но отличающимся стилистически и функционально, стал полемический памятник «Словеса святых пророк», известное в науке также как «Пророчество Соломона».
В последней четверти XV века, в особенности в 1490-е годы, ряд сочинений, ранее имевших ограниченное распространение, возникает в значительном числе списков. Эти памятники могли быть использованы в борьбе с «ересью жидовствующих», и их распространение могло быть следствием рекомендаций антиеретических кругов. В тот же период началось распространение Толковой палеи и полной редакции «Исторической палеи». Традиционные сочинения начинают использоваться иначе. Так, иноком Троицкого Сенновского монастыря Саввой в его «Послание на жидов и на еретики» (1488) были включены длинные дословные выдержки из «Слова о законе и благодати», которые перемежаются с ещё более длинными отрывками из Толковой палеи.

## Содержание
Толковая палея представляет собой сложную компиляцию, в которой библейский текст обильно дополнен апокрифическими материалами. Содержание Толковой палеи (столбцы по изданию палеи 1406 года) следующее:
- Рассказ о сотворении мира (1—92), основанный, в частности, на «Шестодневе» болгарского экзарха Иоанна и Севериана Гавальского, в составе которого читаются апокрифический рассказ о Сатанаиле (73—78) и описание реальных и фантастических существ — птицы алконоста, ехинии, мурены, феникса и др. (81—87).
- Рассказ о сотворении человека (90—123), который включает описание устройства человеческого организма (114—123).
- История Адама и Евы и их грехопадения (123—163), с вкраплением «естественнонаучного» экскурса о природе огня и атмосферы (131—138).
- Рассказ о Каине и Авеле (163—195) с рассуждениями о соотношениях души и тела (177—184).
- Перечень потомков Адама (195—199)
- Рассказ о Ное и Всемирном потопе (199—227), о разделении земли между его сыновьями, столпотворении и народах, заселивших землю после разделения языков (227—245).
- Обширное сказание об Аврааме, основанное на Библии с отдельными апокрифическими дополнениями (245—290)
- История Исаака и его сыновей (290—336) с рассказом о лествице Иакова (306 и след.)
- История Иосифа (336—395).
- Обширная статья о заветах двенадцати патриархов (401—474).
- История Моисея и исхода евреев из Египта (475—648). Рассказ изложен подробно, с отдельными апокрифическими мотивами. Здесь же — сказание о двенадцати камнях и их свойствах (546—556).
- Пересказ библейских книг Иисуса Навина (648—680), Судей (680—726), Руфь (726—734).
- История Саула и Давида (737—814)
- История Соломона (814 — до конца).

Один из первых собственно антииудейских древнерусских памятников. Объясняя библейские тексты, составитель Толковой палеи обращает внимание в основном на те места, которые, по его мнению, доказывали, что Ветхий Завет является прообразом Нового Завета. Обличение неуверовавших во Христа иудеев составляет основную идею, к которой сведены все толкования и рассуждения, и объясняет название памятника «Палея толковая яже на иудея». Составитель постоянно обращается к «жидовину», нередко с резкими укоризной и обличениями. Эти обращения имеются в «Откровении Авраама», «Заветах двенадцати патриархов» и в «Лествице» — в наиболее древних византийских текстах. Апокрифические сказания хорошо подходили основной цели Толковой палеи: продемонстрировать преобразовательный смысл событий Ветхого Завета; большая часть из них основана на мысли, что Ветхий Завет являлся образом Нового Завета, и состоят из сопоставлений ветхозаветных событий и новозаветных. Антииудейский пафос «Толковой палеи» отражал идею победы христианства, доказывавшей преимущества новой веры и утверждавшей в новом «избранном» народе преемственность символики и пророчеств.
Одну из основ антииудаизма христианской литературы составила замена содержания древнееврейских понятий «сын человеческий» и «помазанник», «спаситель» на новозаветные с определениями евангельского толка. Таким образом, Ветхий Завет предоставлял большое число «доказательств» истинности Нового Завета, которыми считаются многочисленные примеры употребления понятий «сын человеческий» и «спаситель» в Пятикнижии, Пророках и Писаниях, что позволяло утверждать «изначальность» евангельских образов — согласно Толковой палее, «июдѣ и иже так мняше кривѣ. Постыдитес и вы и бляди и погибели своея. бохмиту вѣрующе, моиси оубо ясна тр[ое]цю гл[агол]ие, створи Б[о]г Адама по образу Б[ож]ью… виж же яко тр[ои]ца преже бяшеть… многа гл[аголе]хъ вамъ. и не могосте постигнута… слыши же оубо яко искони бѣ о[те]ць и с[ы]нъ и д[у]хъ зижали тварь», — а отказ «окаянных» принять христианство трактовать как «смертный грех», наказанием за который и стало «отверженье жидовьстѣ» — «Словесемь г[осподн]имъ н[е]б[е]са оутвердиша. и д[у]х[о]мъ оустъ его вся сила ихъ, вiжъ ты жидовине, как тi оуказываеть б[о]ж[ес]тв[е]ный д[а]в[и]дъ… Мы же оубо яснее васъ проповѣдаемь, яко въ трехъ собствѣхъ инъ едино Б[о]жьство…».

## Значение
Компиляция библейской истории, апокрифических рассказов, материалов из древнехристианских и средневековых христианских произведений, богословских и отдельных «естественнонаучных» рассуждений делает палею универсальным памятником, энциклопедией русских средневековых представлений об устройстве мироздания.
Предположительно, полемические антииудейские древнерусские тексты типа Толковой палеи, не были изначально предназначены для реальной полемики с иноверцами. Тем не менее эти сочинения читались и имели духовное применение вне связи с прениями о вере.

## Издания
- Тихонравов Н. С. Памятники отреченной русской литературы. — М., 1863. — Т. 1. С. 91—232, 259—272 (отрывки);
- Палея Толковая по списку, сделанному в Коломне в 1406 г. / Труд учеников Н. С. Тихонравова. — М., 1892—1896. — Вып. 1—2.
- Палея Толковая / Пер. А. М. Камчатнова. — М., 2002.